# Nguyễn Quang Thuận
Nguyễn Quang Thuận (1678 - 1758) là đại thần nhà Lê trung hưng trong lịch sử Việt Nam. Ông từng giữ chức vụ Thượng thư (Bộ trưởng ngày nay) các bộ: Bộ Công, Bộ Lễ, Bộ Hộ, từng giữ chức vụ Tả Thị lang (Thứ trưởng) các bộ: Bộ Hình, Bộ Binh.

## Sự nghiệp
Nguyễn Quang Thuận người làng Phú Thị, huyện Gia Lâm, Hà Nội.
Năm 1703 đời Lê Hy Tông, Nguyễn Quang Thuận đi thi lần đầu, đỗ Đệ tam giáp Đồng tiến sĩ xuất thân. Năm 1708, ông làm Phó Đô ngự sử, được chúa Trịnh Căn phong làm Nghĩa Xuyên hầu.
Năm 1723 ông cùng chánh sứ Nguyễn Khiêm Ích đi sứ Trung Quốc mừng vua Ung Chính nhà Thanh mới lên ngôi. Ông và Khiêm Ích cùng dâng thơ lên Ung Chính và được khen ngợi.
Năm 1726, ông đi sứ trở về, được thăng làm Tả thị lang bộ Hình, Triệu quận công. Ít lâu sau ông đổi sang làm Tả thị lang bộ Binh.
Năm 1733 ông được phong làm Thượng thư bộ Công. Năm 1734 ông đổi sang làm Thượng thư bộ Lễ, vào phủ chúa Trịnh làm Tham tụng, cùng Nguyễn Công Thái và Nguyễn Quý Cảnh cầm quyền chính.
Năm 1741 đời Lê Hiển Tông, chúa Trịnh Doanh cho ông kiêm chức Đốc đồng Kinh Bắc. Lúc đó khởi nghĩa nông dân Đàng Ngoài nổ ra khắp nơi, trong triều nhiều việc. Nguyễn Quang Thuận làm tròn trách nhiệm giấy tờ, kiêm cả việc quân việc dân, khuyên răn các quan lại cấp dưới có nhiều công lao. Vì vậy ông được thăng làm Thượng thư bộ Hộ, hàm Thái bảo, vào giảng trong tòa Kinh diên, coi việc ở Quốc Tử Giám.
Năm 1742 ông đã 65 tuổi, xin nghỉ hưu. Sau đó ông lại được gọi ra làm Ngũ lão hầu chúa, thăng lên chức Tư không.
Năm 1758 ông mất, thọ 81 tuổi, được truy tặng là Đại tư mã.